# Office fédéral de la police criminelle
Pour les articles homonymes, voir BKA.

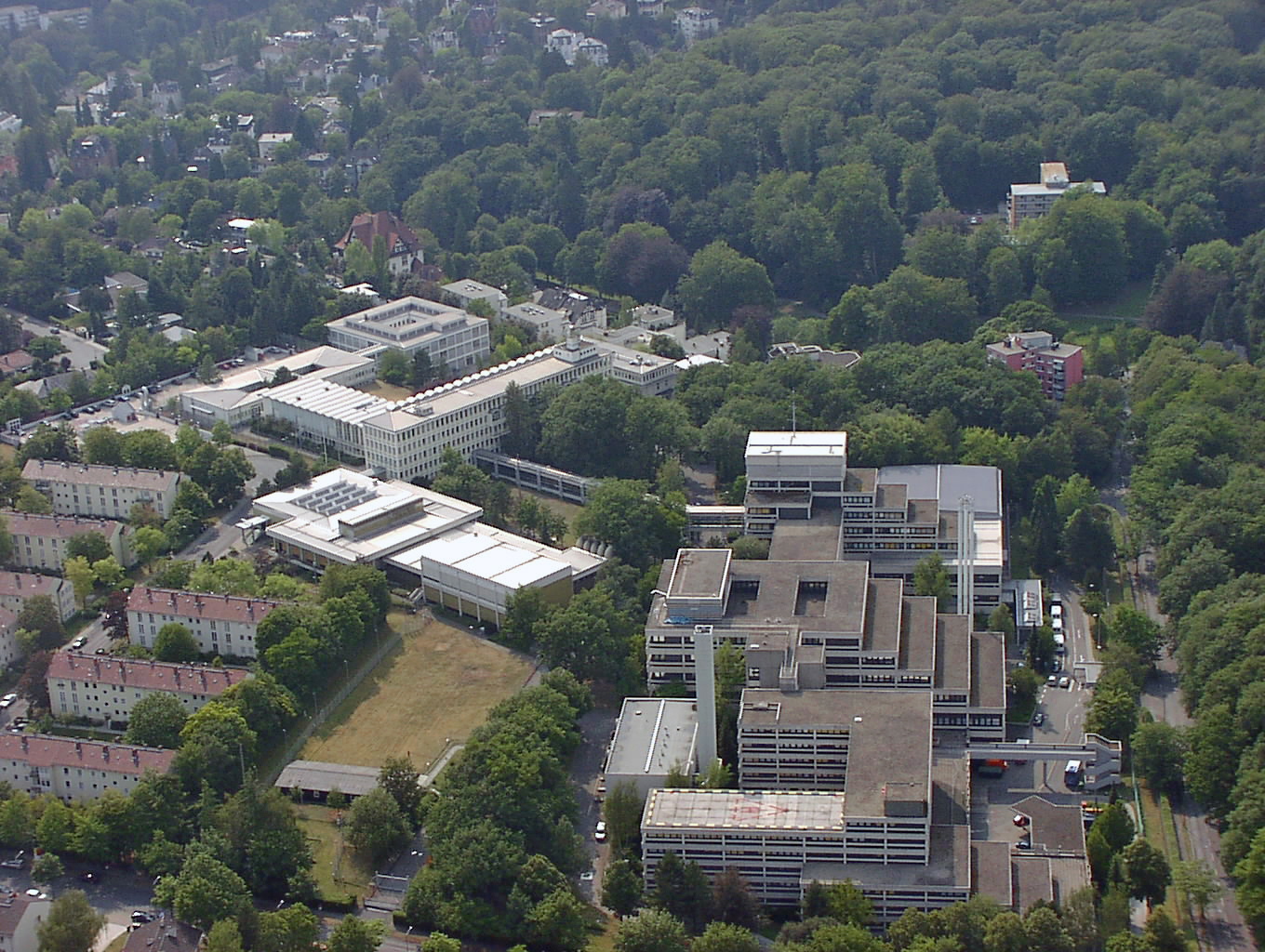
Le BKA à Wiesbaden…

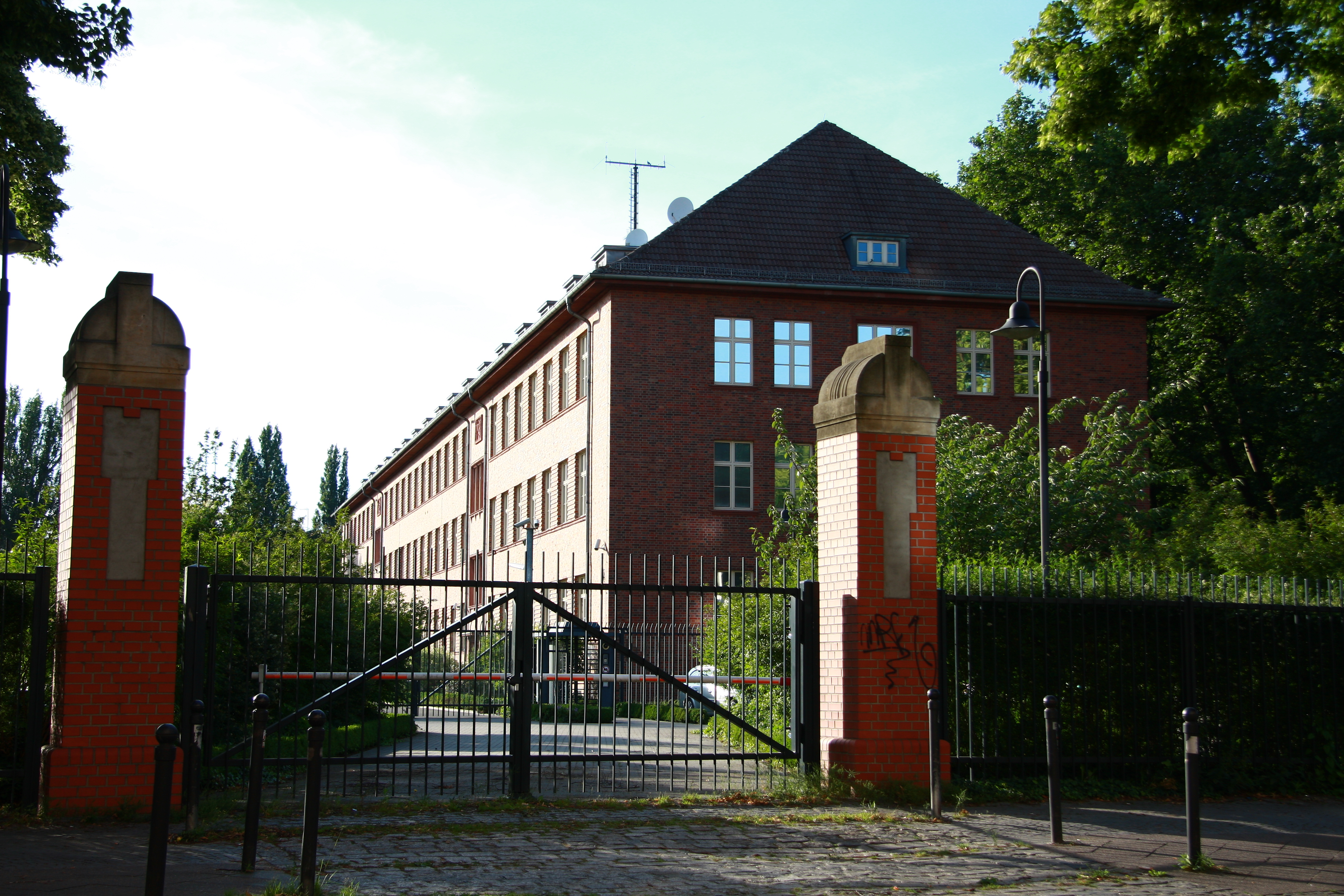
…et à Berlin

L’Office fédéral de la police criminelle (en allemand : Bundeskriminalamt, BKA) est un organisme de police fédéral qui relève du ministère de l'Intérieur de l'Allemagne. C’est une administration fédérale de niveau supérieur. Il a son siège à Wiesbaden et des bureaux à Berlin et à Meckenheim, près de Bonn. Avec la police fédérale (Bundespolizei) et la Police près le Bundestag, le BKA est l'une des trois forces de police fédérale en Allemagne.
Il a pour mission de coordonner la lutte nationale contre le crime en Allemagne, en étroite collaboration avec les Offices de police criminelle des Länder (Landeskriminalamt, LKA), et de mener des enquêtes dans des domaines spécifiques de criminalité grave ayant une dimension internationale.
En outre, le BKA protège les membres des organes constitutionnels de la Fédération. Le BKA représente la République fédérale d'Allemagne auprès d'Interpol.

## Missions
Le BKA a le droit, depuis un amendement de juin 2008 à la Loi sur le Bureau de la Police Criminelle Fédérale, d'effectuer des fouilles à distance (via internet) des disques durs des particuliers.
C’est cette police criminelle qui a pu confondre la Fraction armée rouge grâce à l'empreinte vocale d'un des membres. La signature du mot Menschlichen était la signature vocale d'un des membres qui a été confondu.